# Marie Gluesenkamp Perez
Kristina Marie Gluesenkamp Perez (nacida el 6 de junio de 1988) es una economista y política estadounidense, miembro del Partido Demócrata. Es miembro de la Cámara de Representantes por el 3.er distrito congresional de Washington desde 2023. Sucedió a la congresista republicana Jaime Herrera Beutler.

## Primeros años y carrera
Gluesenkamp Pérez nació el 4 de junio de 1988.Su padre emigró de México,mientras que la familia de su madre tiene raíces en Washington.Su tatarabuelo era capataz de una cantera en el estado,y su abuelo, Herbert Gilmore, era carpintero en Bellevue.Sus padres se conocieron en la Universidad Western Washington y luego se mudaron a Texas, donde Gluesenkamp Pérez se crio.Su padre era pastor en una iglesia evangélica. Siendo una de cuatro hijos, creció en una familia donde su madre los educó en casa durante sus primeros años de educación.
Después de la secundaria, Gluesenkamp Perez asistió inicialmente a Warren Wilson College y luego se transfirió al Reed College en Portland, Oregón.Trabajó en una cafetería y en una fábrica para pagar la matrícula.Gluesenkamp Perez se graduó de la universidad en 2012 con un título en Economía. Conoció a su esposo, Dean Gluesenkamp, mientras trabajaba como mecánico de bicicletas.Abrieron un taller mecánico de automóviles y se mudaron al rural condado de Skamania en Washington, donde construyeron su propia casa.
Gluesenkamp Pérez ingresó a la política en 2016 cuando se postuló para comisionada del condado de Skamania, pero perdió,recibiendo el 32.8% de los votos en las primarias y el 46.3% en las elecciones generales.Apoyó a Bernie Sanders en las primarias presidenciales del Partido Demócrata de 2016.En 2018, Gluesenkamp Pérez se postuló para el puesto de comisionada del Distrito de Servicios Públicos del Condado de Skamania, pero no tuvo éxito.De 2020 a 2022, formó parte del comité ejecutivo del Partido Demócrata del Estado de Washington.

## Cámara de Representantes de los Estados Unidos

### Elecciones

#### 2022

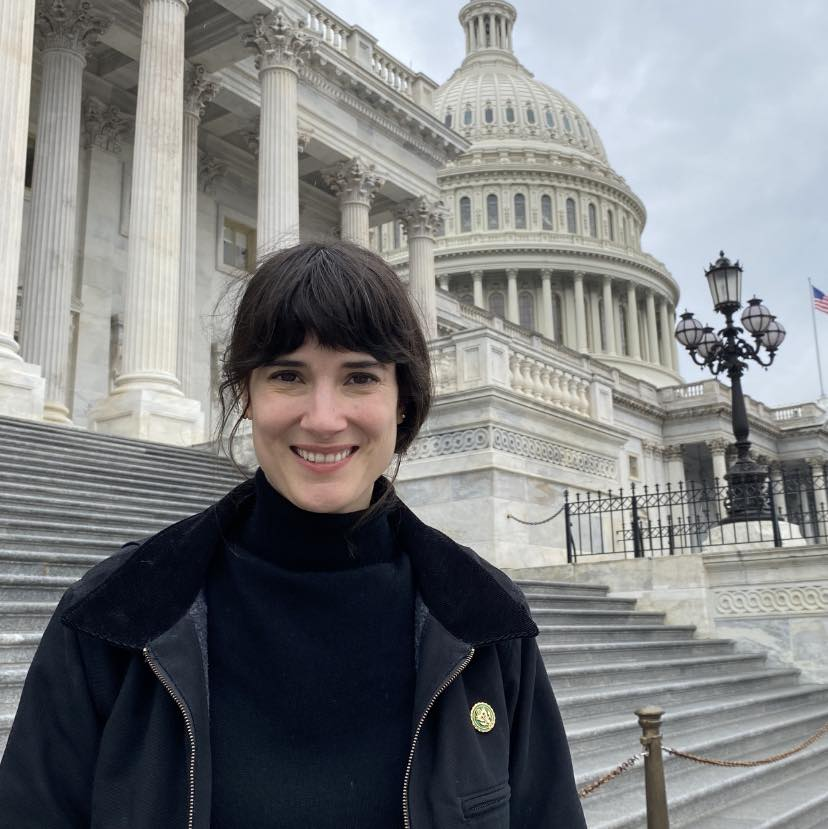
Gluesenkamp Pérez afuera del Capitolio de los Estados Unidos antes de su toma de posesión en el Congreso.

En 2022, Gluesenkamp Pérez se postuló para la Cámara de Representantes de los Estados Unidos en representación del tercer distrito congresional de Washington. Avanzó desde las primarias generales no partidistas de Washington, en las que los candidatos de todos los partidos figuran en la misma papeleta, y los dos primeros, independientemente del partido, avanzan a las elecciones generales.Gluesenkamp Pérez terminó en primer lugar en las primarias con el 31 % de los votos, mientras que el republicano Joe Kent quedó en segundo lugar, superando por un estrecho margen —0,5 %— a la titular republicana Jaime Herrera Beutler. Otra republicana, Heidi St. John, terminó en cuarto lugar con el 16,0%, y el segundo candidato demócrata, Davy Ray, obtuvo el 2,2%. Antes de las primarias, Brent Hennrich, un demócrata que había liderado dos encuestas preliminares, se retiró de la contienda y apoyó a Gluesenkamp Pérez.
La calificación de las elecciones generales varió de "R con margen de error", según The Cook Political Report, a "R firme" en el pronóstico de FiveThirtyEight para la Cámara de Representantes.FiveThirtyEight estimó que Gluesenkamp Pérez tenía un 2% de probabilidades de ganar las elecciones generales contra Kent, y se esperaba que recibiera el 43,6% del voto popular. Lideró una de dos encuestas e iba a la zaga en la otra; ambas estaban dentro del margen de error.Su posterior victoria por la mínima recibió amplia atención nacional, y The Seattle Times la calificó como "la sorpresa política más impactante del país este año"y "un microcosmos de las elecciones intermedias".Kent reconoció su derrota el 21 de diciembre, tras un recuento.

#### 2024
En 2024, Gluesenkamp Pérez derrotó a Kent en una revancha.Siendo tanto una congresista de primer año como representante de un distrito “crossover” (es decir, tradicionalmente competitivo entre partidos), el tercer distrito recibió interés nacional de ambas partes, y por ello Gluesenkamp Perez fue la única congresista demócrata de primer año en un distrito crossover que logró ser reelegida.

### Asignaciones del comité
- Comité de Agricultura
  - Subcomité de Mercados de Productos Básicos, Activos Digitales y Desarrollo Rural[25]
  - Subcomité de Silvicultura[26]

- Comité de Pequeñas Empresas
  - Subcomité de Supervisión, Investigaciones y Regulaciones[27]
  - Subcomité de Desarrollo Rural, Energía y Cadenas de Suministro (Miembro de Alto Nivel)[28]

### Membresías de caucus
- Coalición Blue Dog[29](copresidenta)[30]
- Problem Solvers Caucus[31]
- Caucus Hispano del Congreso[32]

## Posiciones políticas

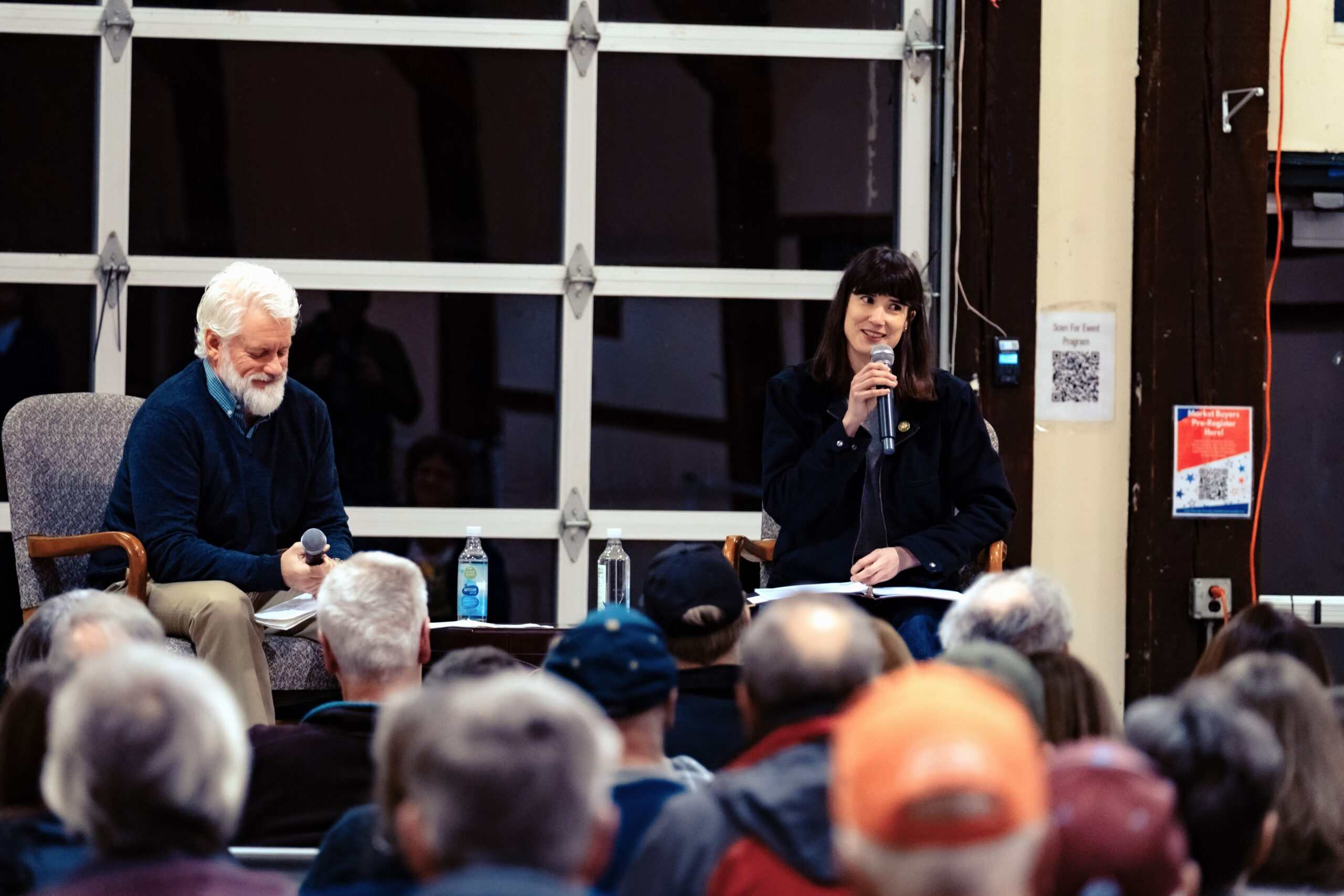
Gluesenkamp Pérez celebra un cabildo en Stevenson. Washington.

Gluesenkamp Pérez hizo campaña como demócrata moderada, apoyando tanto el derecho al aborto como el derecho a la Segunda Enmienda. Hizo hincapié en su enfoque en las pequeñas empresas, la capacitación laboral, los problemas locales como la industria maderera y expresó su oposición al extremismo político.Tras su elección, asumió el cargo de copresidenta de la Coalición Blue Dog y se unió al bipartidista Problem Solvers Caucus. Su trayectoria ha sido criticada por activistas proelección y activistas contra la deuda estudiantil.

### Aborto
Gluesenkamp Pérez apoya el acceso al aborto, citando su experiencia personal con un procedimiento de dilatación y curetaje tras un aborto espontáneo.KGW describió su apoyo al derecho al aborto como "un principio fundamental de su campaña".En enero de 2023, votó en contra de la Ley de Protección de Sobrevivientes de Aborto Nacidos Vivos, que criminalizaría a los profesionales de la salud por no brindar atención a un bebé nacido vivo tras un intento de aborto.

### Control de armas
Gluesenkamp Pérez se opone a una prohibición total de las armas de asalto, pero apoya aumentar la edad requerida para comprar un arma de asalto de 18 a 21 años.Votó en contra de un proyecto de ley para derogar la prohibición de los protectores de pistola en 2023. La prohibición fue declarada inconstitucional un año después.

### Inmigración
Gluesenkamp Pérez apoya el restablecimiento de las expulsiones del Título 42 y la política de Quédate en México para reducir la inmigración ilegal.En julio de 2024, emitió uno de los cinco votos demócratas para condenar la gestión de la administración Biden en la frontera con Estados Unidos.
En enero de 2025, Gluesenkamp Pérez fue una de los 48 demócratas que votaron a favor de la Ley Laken Riley, que exige que el Servicio de Inmigración y Control de Aduanas de Estados Unidos detenga a inmigrantes indocumentados acusados de robo.Más tarde se convirtió en una de los 46 demócratas de la Cámara de Representantes que se unieron a todos los republicanos para votar a favor de una versión del proyecto de ley enmendada por el Senado.

### Inflación
Gluesenkamp Pérez culpa a las empresas que subcontratan empleos por la inflación, y afirma que es el principal problema que afecta a los votantes de su distrito.Ella ha pedido un mayor uso de la Reserva Estratégica de Petróleo a corto plazo y un aumento a largo plazo en el número de empleos disponibles en industrias verdes.

### Infraestructura

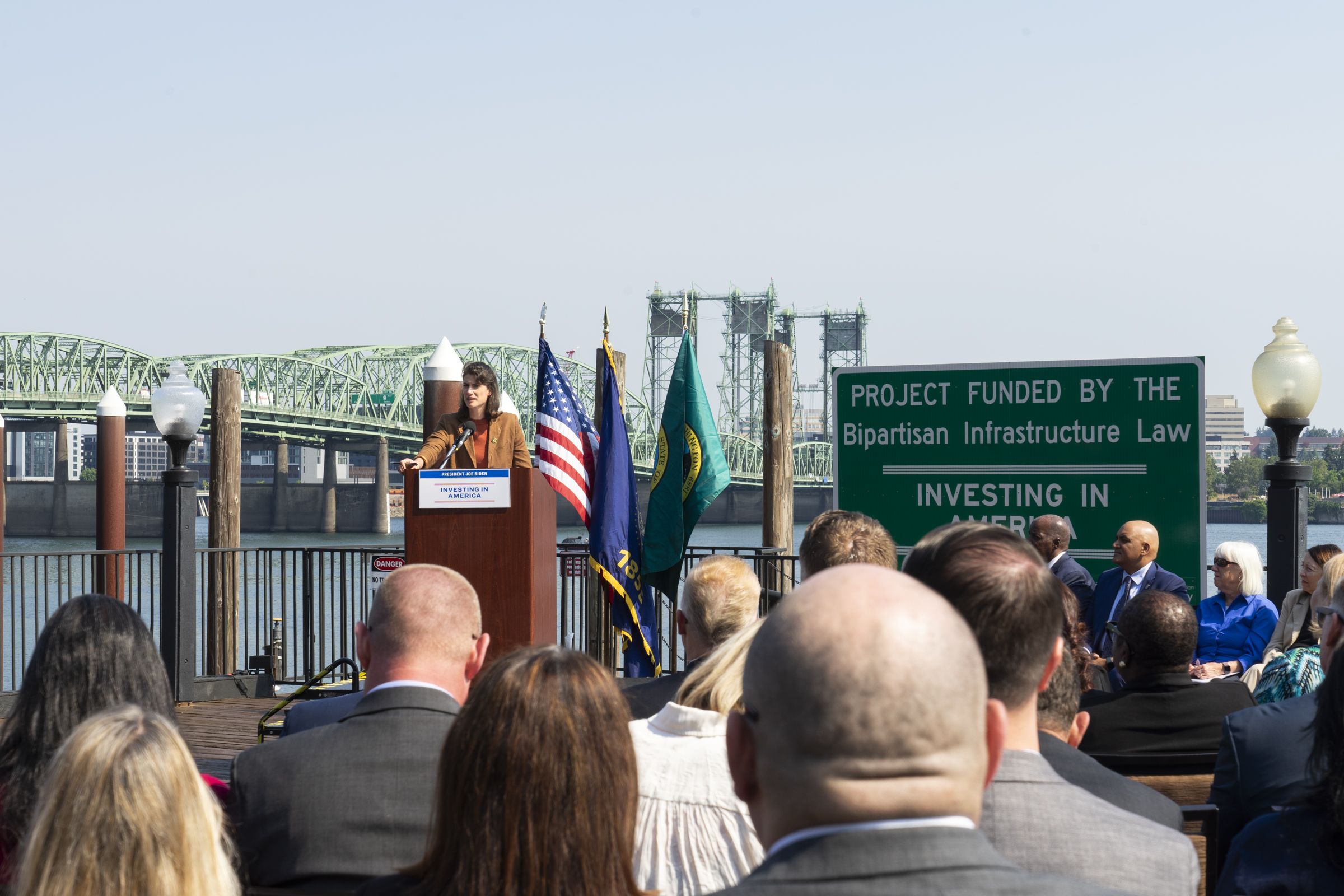
Gluesenkamp Pérez habla sobre el proyecto de reconstrucción del puente I-5 después de ayudar a asegurar $2.1 mil millones de fondos

Gluesenkamp Pérez ha destacado su papel en la obtención de 2.100 millones de dólares en fondos federales para reconstruir el puente interestatal, que lleva la Interestatal 5 a través del río Columbia.Citando las pérdidas económicas sufridas en su distrito por los deslizamientos de tierra, copatrocinó la renovación de la Ley Nacional de Preparación para Deslizamientos de Tierra en 2024.

### Militares y veteranos
En julio de 2023, Gluesenkamp Pérez votó a favor de la Ley de Autorización de Defensa Nacional, que incluía disposiciones para prohibir los gastos del Pentágono destinados a abortos y cirugías transgénero.Defendió su voto afirmando que el Senado "depuraría" el proyecto de ley.A principios de 2024, Gluesenkamp Pérez presentó la Ley de Transporte para Veteranos Rurales a la Atención Médica, que ampliaría el transporte para los veteranos que intentaban acceder a atención médica. En julio, tras no recibir respuesta a una carta que había enviado previamente, entregó personalmente una petición al director del Departamento de Asuntos de los Veteranos de los EE. UU. (VA) solicitando la reapertura de una clínica del VA en el condado de Lewis. La clínica anterior cerró en 2021 y fue reemplazada por una unidad de atención móvil limitada, lo que obligó a aproximadamente 3000 veteranos del condado a viajar fuera del área a Olympia, Washington.

### Derecho a reparar

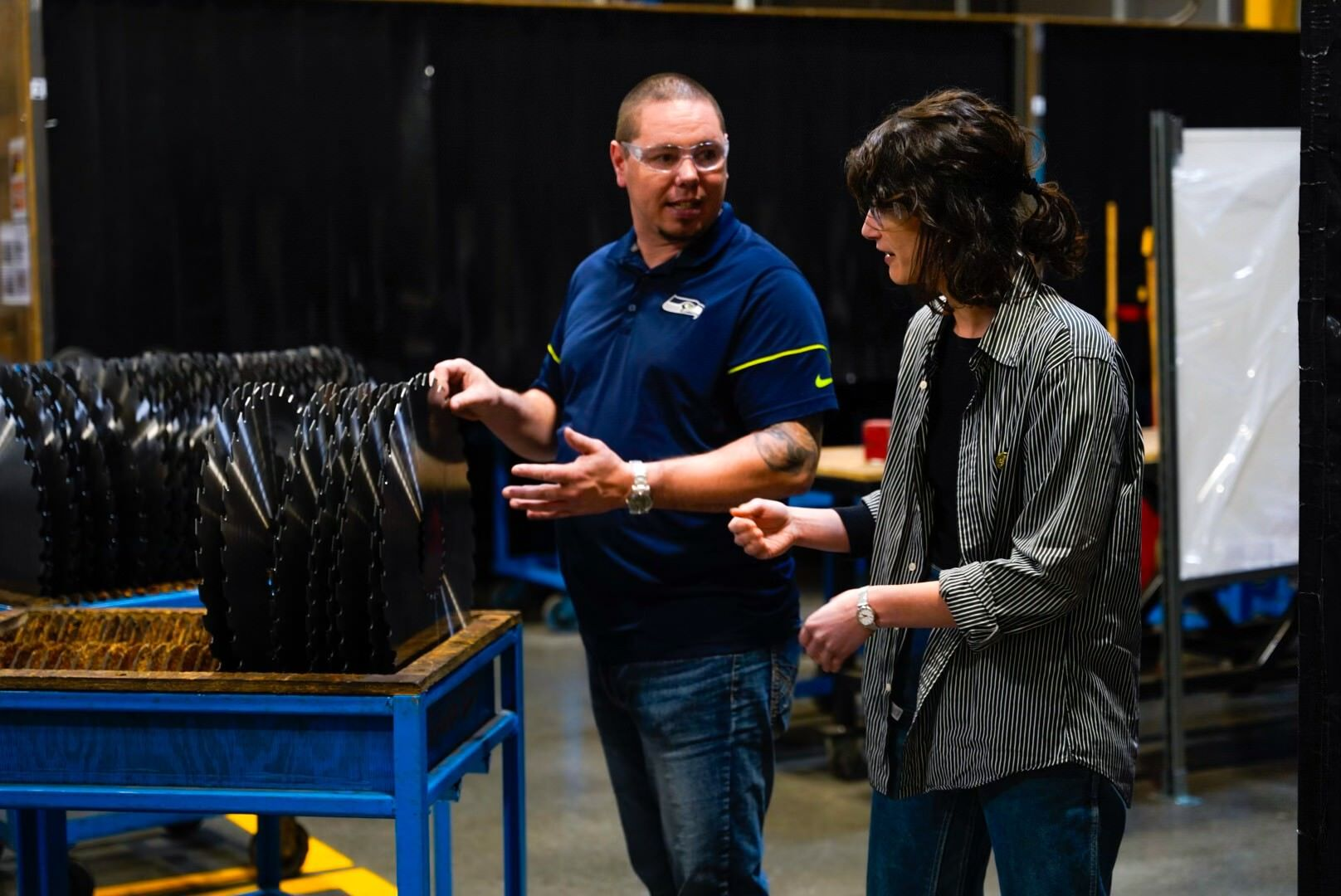
Gluesenkamp Pérez visita Burton Mill Solutions

En mayo de 2023, Gluesenkamp Perez colaboró en la presentación de las Ley REPAIR y la Ley SMART, dos iniciativas bipartidistas que promueven el derecho a reparar y que buscan obligar a los fabricantes de automóviles a compartir las piezas, herramientas y datos necesarios para realizar reparaciones a un menor costo.

### Deuda estudiantil
Gluesenkamp Pérez votó en contra de un plan de alivio de la deuda estudiantil propuesto por la Casa Blanca en 2023. Fue una de las dos únicas demócratas de la Cámara de Representantes que lo hicieron, junto con Jared Golden, de Maine.En ese momento, afirmó que «la expansión de la condonación de la deuda estudiantil debe ir acompañada, dólar por dólar, de inversiones en educación profesional y técnica. No puedo apoyar lo primero sin lo otro. La grave escasez de trabajadores cualificados debe considerarse y tratarse como una prioridad nacional».

### Derecho al voto y reforma electoral
Gluesenkamp Pérez cree que el voto por correo es seguro y ha refutado afirmaciones infundadas de fraude generalizado en las papeletas de voto por correo.En julio de 2024, fue una de los únicos cinco de los 198 demócratas que votaron con la mayoría republicana para aprobar la Ley SAVE (H.R.8281, Ley de Protección de la Elegibilidad del Votante Estadounidense), que requeriría que quienes se registren para votar presenten prueba documental de ciudadanía estadounidense.
En 2024, Gluesenkamp Pérez, junto con Jared Golden, propuso un comité bipartidista para considerar reformas electorales, como distritos plurinominales con representación proporcional, aumentar el número de miembros en la Cámara de Representantes y establecer comisiones independientes de redistribución de distritos.
El 10 de abril de 2025, Gluesenkamp Pérez fue uno de los cuatro demócratas que se unieron a todos los republicanos de la Cámara de Representantes para votar a favor de la Ley de Protección de la Elegibilidad del Votante Estadounidense, conocida como Ley SAVE. Esta ley impone requisitos estrictos para demostrar la ciudadanía estadounidense a fin de votar en las elecciones federales.

## Vida personal

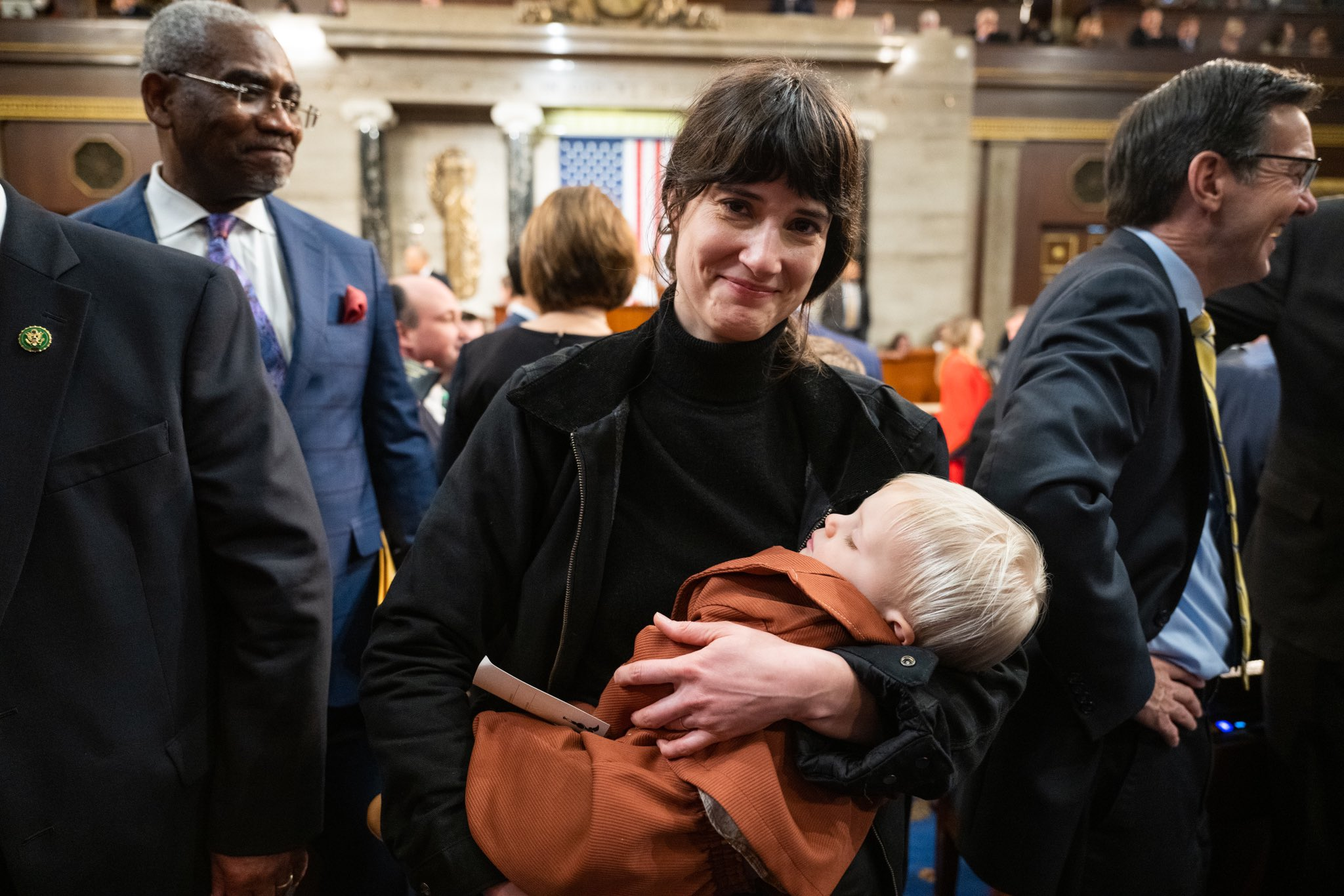
Gluesenkamp Pérez con su hijo en el pleno de la Cámara.

Gluesenkamp Perez vive en Stevenson, Washington, que forma parte del condado de Skamania. Junto con su esposo, es propietaria de un taller de reparación de automóviles en Portland, Oregón. Tiene un hijoy un perro llamado Uma Furman.Gluesenkamp Pérez es cristiana no confesional.